# موکوند نایاک
موکوند نایاک (زاده ۱۵ اکتبر ۱۹۴۹)، بازیگر هندی می باشد. نایاک علاوه بر بازیگری خواننده بومی، ترانه سرا و رقاص هم فعالیت دارد. موکوند نماینده رقص بومی ناگپوری جومار می باشد. نایاک برنده جایزه پادما شری و آکادمی سنگیت ناتاک می باشد.

## اوایل زندگی و دودمان
نایاک در سال ۱۹۴۹ در روستای بوکبا در بخش سیمدگا ، بیهار ( جارکاند فعلی) متولد شد. نایاک متعلق به دودمانی از جامعه قاسی می باشد که به شکل سنتی موسیقی‌دان می باشند. او بی اس سی را از جمشدپور به انتها رساند. و نایاک در ادامه زندگی اش با دراپادی دیوی ازدواج کرد. او ۵ فرزند از غبیل ناندلال، پرادومان و دوقلوی چاندراکانتا و سوریاکانتا دارد.

## حرفه
نایاک با هدف نگهداری هنرهای عوامانه سنتی، اجرای ترانه هایی را در محل های عمومی به همراه دیگر فعال های فرهنگی مثل بهارات نایاک، بهاویا نایاک، پرافول کومار رای ، لال رانویجای ناث شاهدیو و کشتیج کومار شروع کرده بود. در سال ۱۹۷۴ به عنوان مجری به آکاشوانی اضافه شد. نخستین اجرای او در میان بینندگان بزرگتر در جاگاناتپور ملا در رانچی بود. در سال ۱۹۷۹ شغل شیمیدان صنعتی را رها نمود و به بخش آهنگ و درام دولت بیهار اضافه شد. این فرصت را به او داد تا در رادیو و تلویزیون مشغول فعالیت شود. او بعد از این با حمایت دولت به خارج از کشور سفر نمود تا در هنگ کنگ ، تایوان ، فیلیپین و ایالات متحده اجرا نماید.